# Vadakkuvalliyur
Vadakkuvalliyur é uma panchayat (vila) no distrito de Tirunelveli, no estado indiano de Tamil Nadu.

## Demografia
Segundo o censo de 2001, Vadakkuvalliyur tinha uma população de 24,020 habitantes. Os indivíduos do sexo masculino constituem 49% da população e os do sexo feminino 51%. Vadakkuvalliyur tem uma taxa de literacia de 77%, superior à média nacional de 59.5%: a literacia no sexo masculino é de 82% e no sexo feminino é de 73%. Em Vadakkuvalliyur, 11% da população está abaixo dos 6 anos de idade.